# Kevin Kyle
Kevin Alistair Kyle (Stranraer, 7 giugno 1981) è un ex calciatore scozzese, di ruolo attaccante.

## Biografia
Dopo aver perso tantissimi soldi al gioco, nel luglio del 2014 Kevin Kyle è stato costretto a lavorare sulla nave Regina del Baltico nelle isole Shetland - dove ha le mansioni di pulire i bagni, rifare i letti e occuparsi delle forniture - per uno stipendio di 800 sterline ogni 2 settimane.

## Palmarès

### Club

#### Competizioni nazionali
- Scottish Third Division: 1

Rangers: 2012-2013